# Szexszimbólum

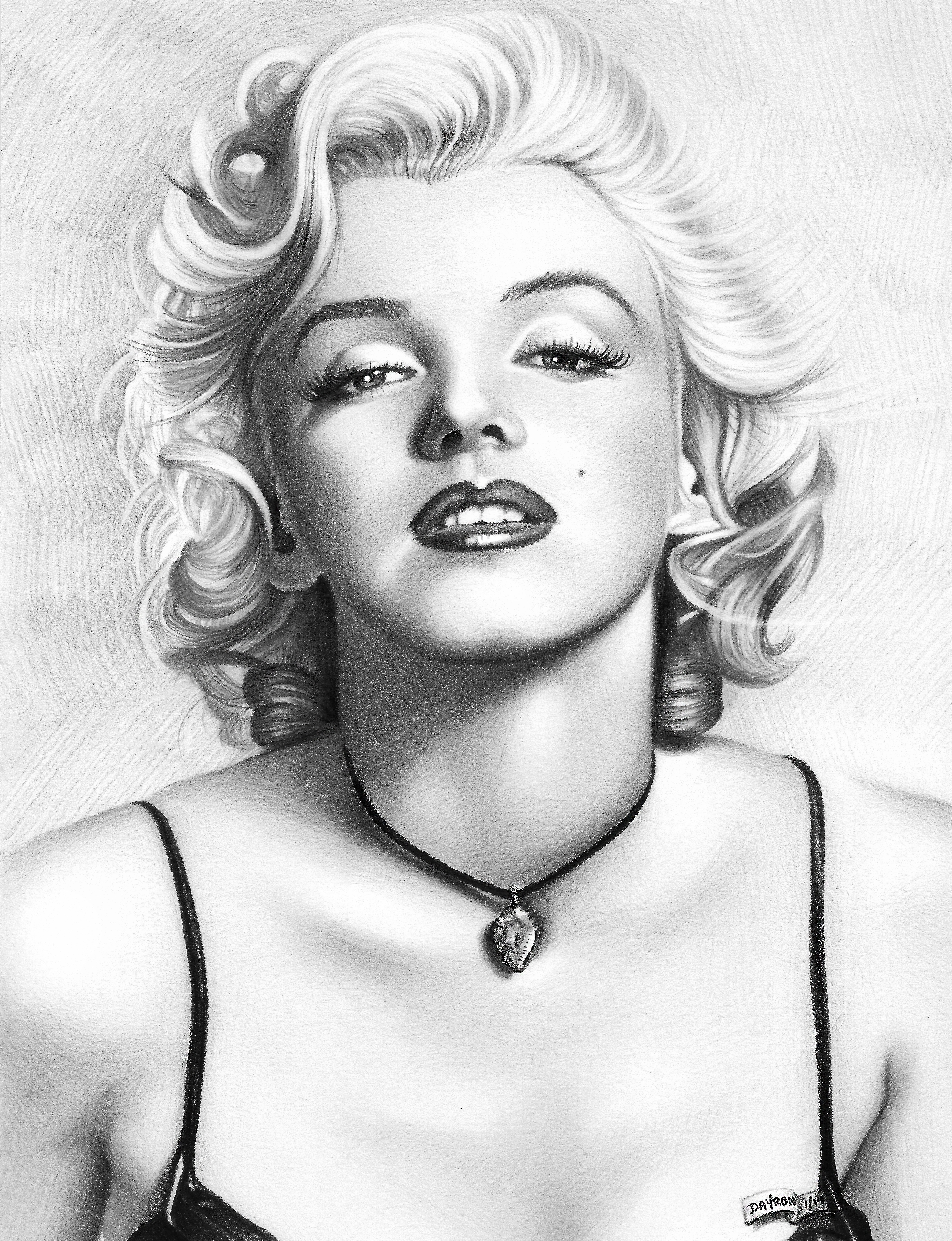
Az 1962. augusztus 5-én, életének 36. évében elhunyt szexszimbólum, Marilyn Monroe

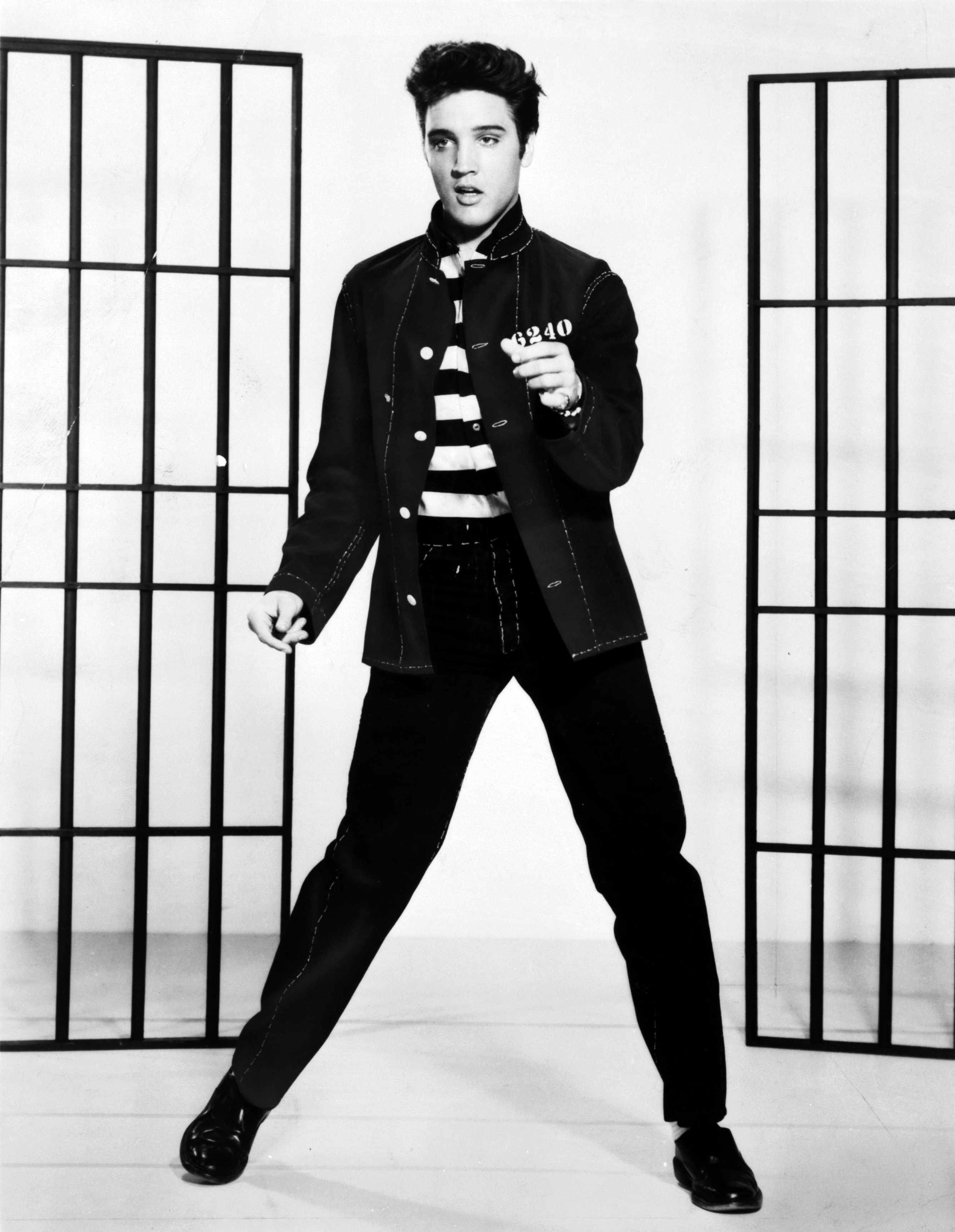
Elvis Presley (1957), aki erotikus csípőmozdulataival hódította meg az 50-es évek Amerikáját.

A szexszimbólum – a „nemiség ünnepe, ünneplése” egy széles körben ismert híresség – leggyakrabban egy színész, zenész, reklámhölgy, tizenéves bálvány, vagy sport-csillag – szexuálisan vonzó fényképe alapján. Ezt a kifejezést először az 1950-es évek közepén kezdték használni a sajtóban az akkori filmcsillagok népszerűségét jellemezve és felhasználva; például Marilyn Monroe, Bettie Page, Brigitte Bardot fényképeire. A hírességek körül egyfajta imádat és kultusz lángolt fel; a nők utánozni próbálták az általuk teremtett, vagy képviselt stílust, divatot, modort; a férfiak az öltözőszekrényeikbe, a munkahelyek falaira a fényképeiket ragasztották ki. A kifejezést férfiakra is használják, így Marlon Brando, James Dean, vagy Elvis Presley is szexszimbólum lett az ötvenes években.

## Példák

### 1950-es, 1960-as évek
- Lauren Bacall
- Elvis Presley
- Jane Russel
- Marilyn Monroe
- Humphrey Bogart
- Gábor Zsazsa
- Joan Collins
- Diana Dors
- Marlon Brando
- James Dean
- Ava Gardner
- Jim Brown
- Yul Brynner
- Martine Carol
- Yvonne De Carlo
- Leslie Caron
- Montgomery Clift
- Elizabeth Taylor